# لا لاپا

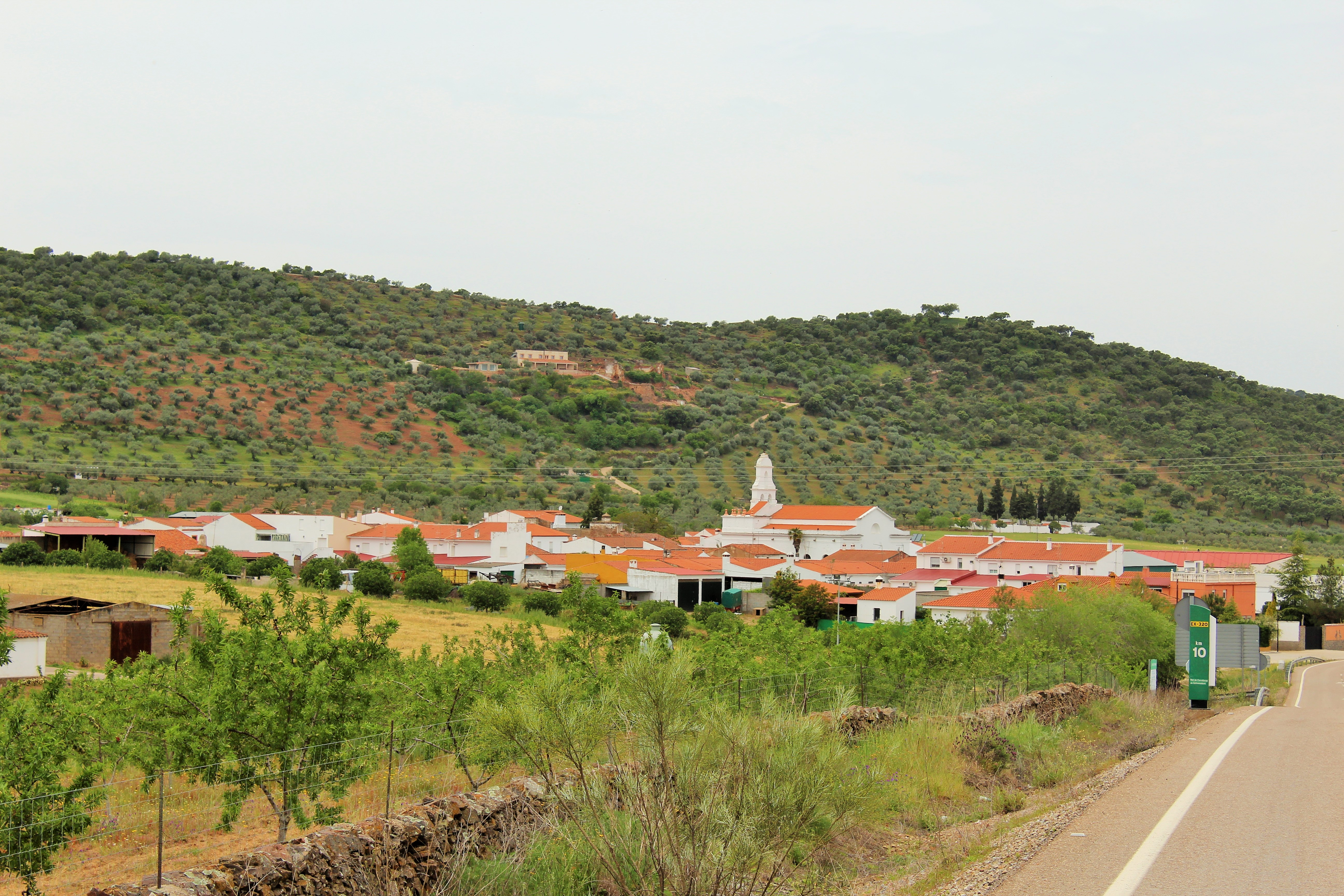
نمایی از لا لاپا

لا لاپا (به اسپانیایی: La Lapa) یک شهرستان در اسپانیا است که در استان باداخس واقع شده‌است.